# Queroneia

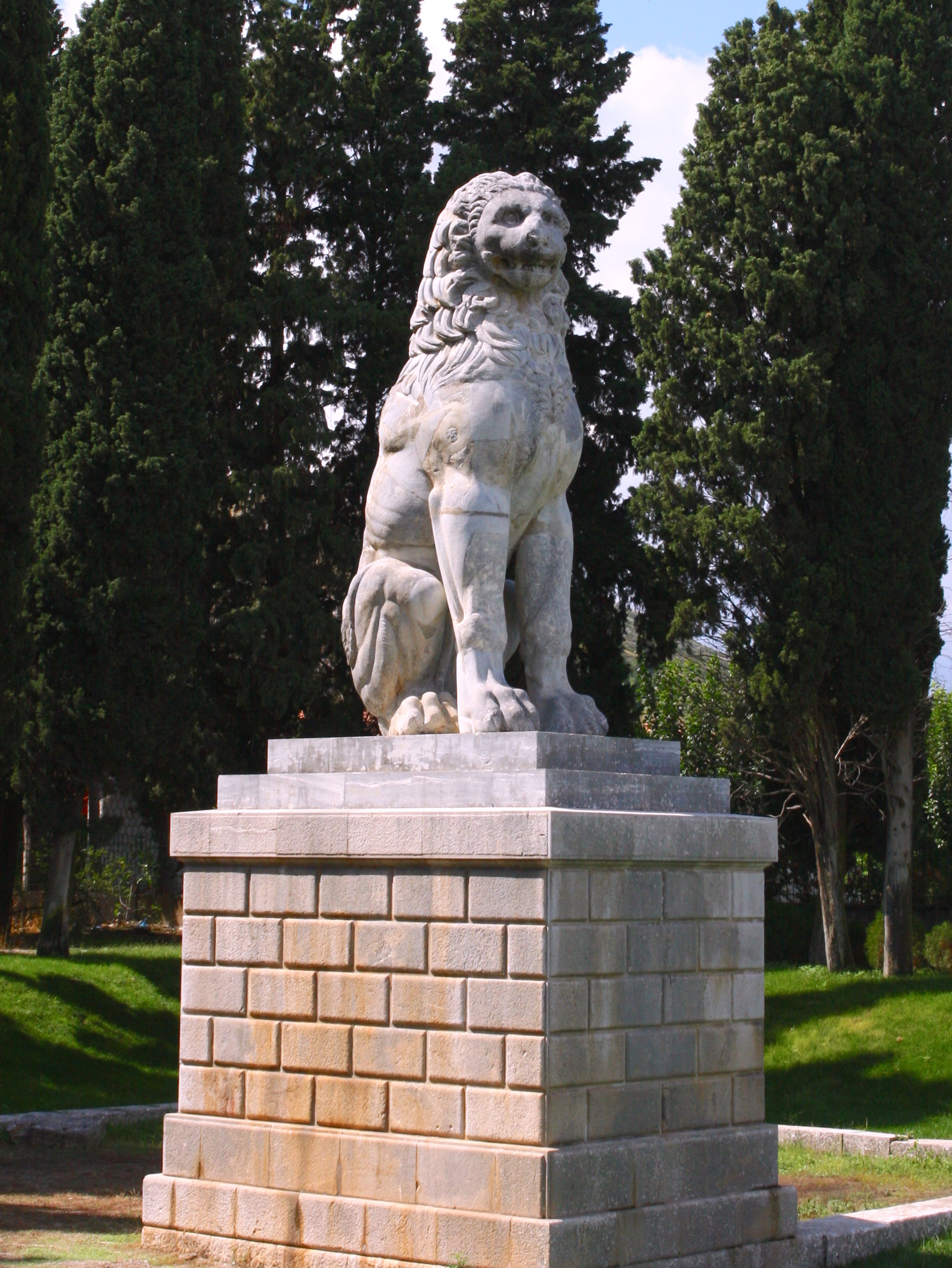
O Leão de Queroneia.

Queroneia (em grego:  Χαιρώνεια, em latim: Chaeronea) é uma cidade histórica grega localizada na prefeitura de Beócia, na periferia da Grécia Central. População 2.218 (2001). 
Foi o local da Batalha de Queroneia, batalha histórica entre macedônios (liderados pelo rei Felipe II e seu filho Alexandre, o Grande), atenienses e tebanos em 338 a.C.. Um monumento, o Leão de Queroneia, foi erguido para homenagear os mortos.
Seu filho ilustre foi o poeta moralista Plutarco, integrante da Academia de Atenas.

## Mitologia
Pausânias identifica Queroneia com Arne, nome derivado de uma filha de Éolo, e atribui a mudança de nome a Querão, filho de Apolo e Tero, filha de Filas e Leipefilene, filha de Iolau.